# Ethniki Odos 74
Die Ethniki Odos 74  (griechisch Εθνική Οδός 74 ‚Nationalstraße 74‘) ist eine Straßenverbindung in Griechenland. Sie verbindet die Straße EO 9 bei Pyrgos mit Tripoli.

## Verlauf

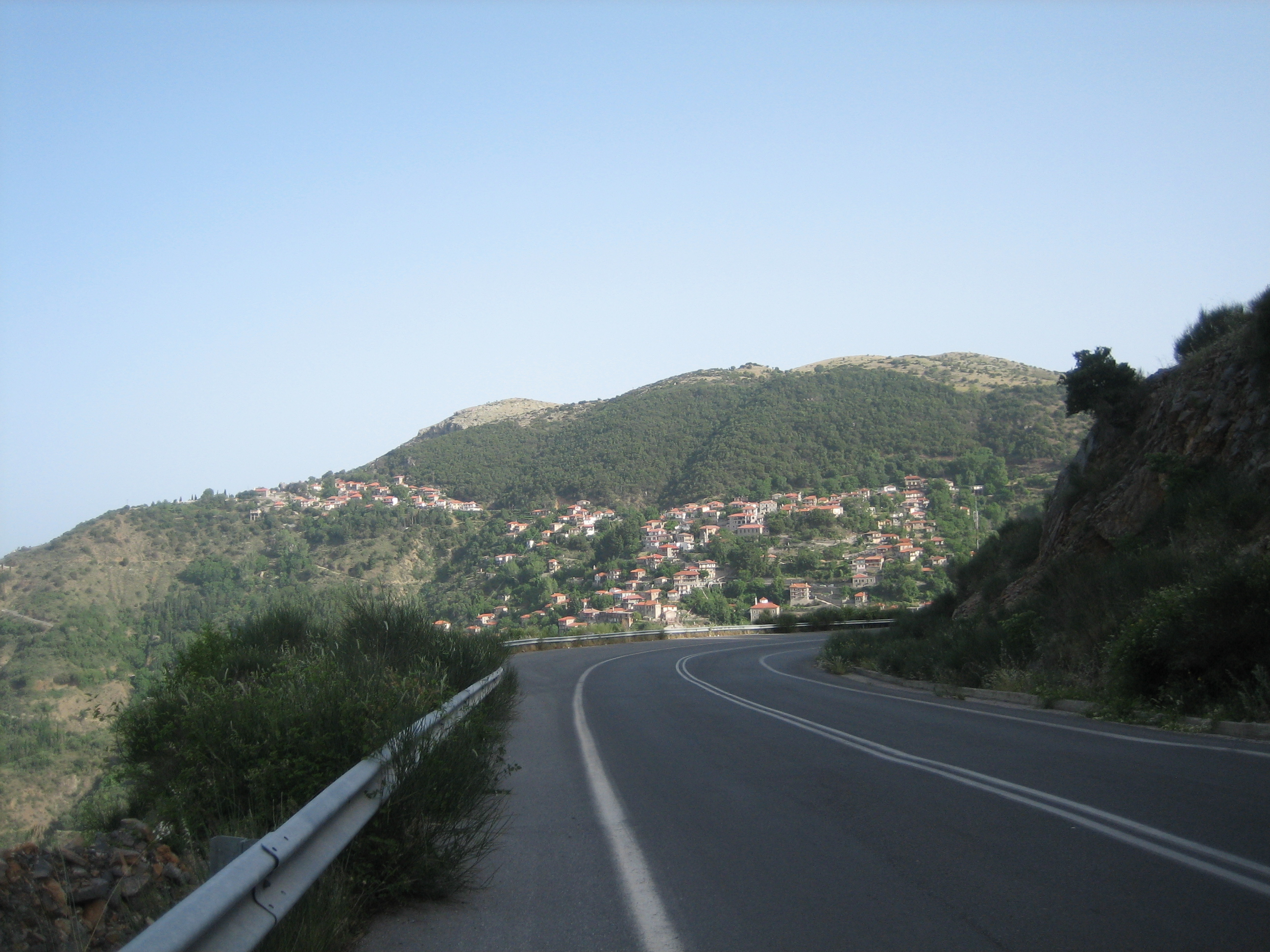
Die Straße in Langadia

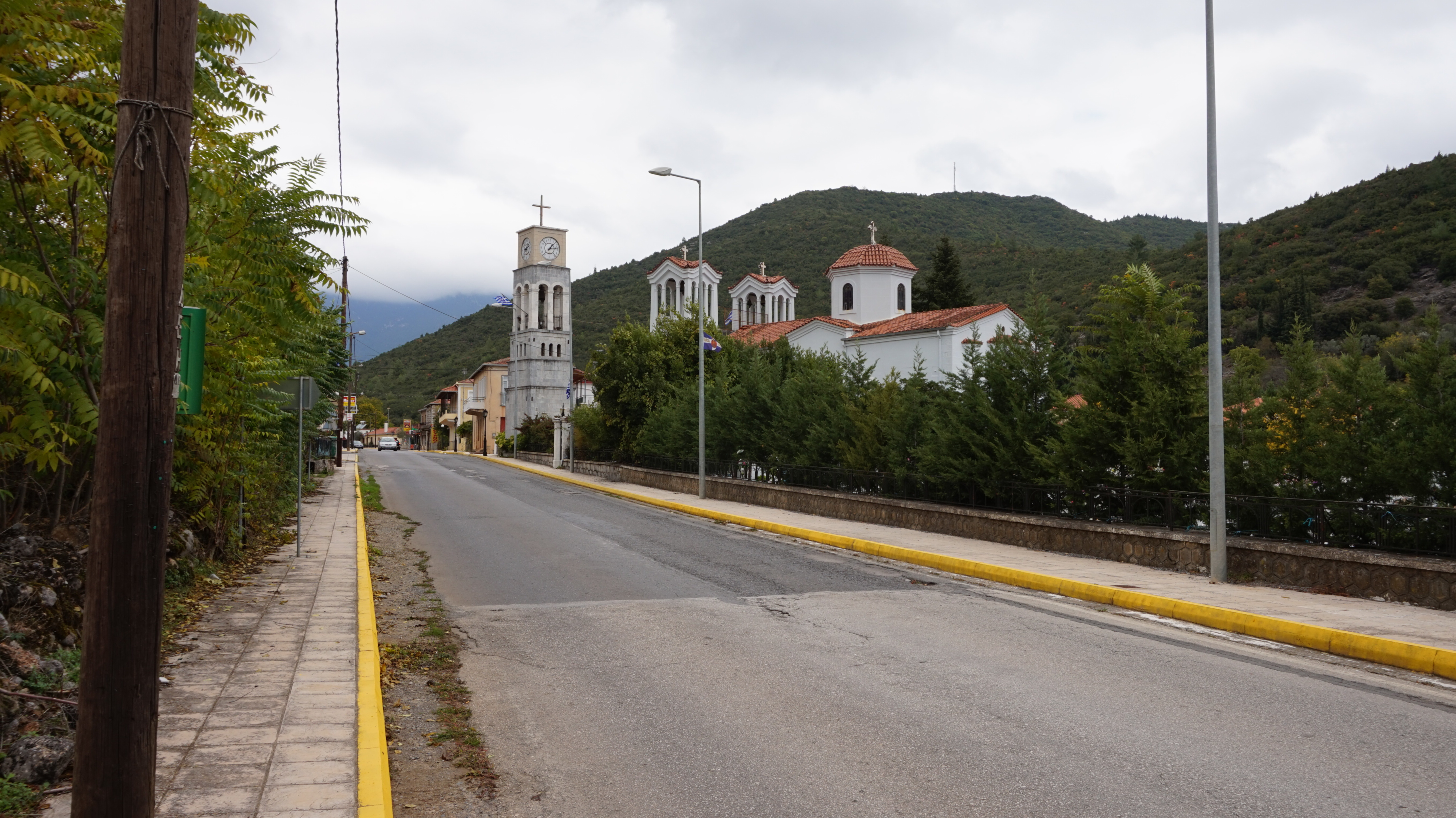
Die Straße in Kapsas

Die Straße zweigt vor dem westlichen Ortseingang von Pyrgos (Πύργος) von der Ethniki Odos 9 (Europastraße 55) ab und umgeht Pyrgos im Norden. Sie führt über Varvassena nörd-lich des Flusses Alfios an Archea Olymbia (Αρχαία Ολυμπία), in der Nähe das antike Olympia (UNESCO-Weltkulturerbestätte) vorbei und aus dem Tal des Alfios heraus nach Louvro. Von dort führt sie über Vassilaki und Livadaki sowie weiter nach Norden/Nordosten nach Toumbitsi. Dort wendet sie sich wieder nach Osten und führt nach Stavrodromi und weiter in ostsüdöstlicher Richtung über Lefkochori nach Langadia (Λαγκάδια). Sie setzt sich generell nach Osten fort und führt im Tal des Lousios über Kaloneri nach Karakalou. Dort trifft eine von Dimitsana (Δημητσάνα) kommende Straße auf sie. Die Straße umgeht Vytina (Βυτίνα) und biegt nach Norden aus, bis sie östlich von Kamenitsa auf die Straße Ethniki Odos 33 trifft. Über Vlacherna führt sie nach Levidi (Λεβίδι) und von dort nach Kapsas. Von dort führt eine direkte Verbindung zur Anschlussstelle 8 der Autobahn Aftokinitodromos 7 (Europastraße 65), während die EO 74 westlich der Autobahn nach Tripoli führt.